# ابراهیم آفلای
ابراهیم آفلای (هلندی: Ibrahim Afellay؛ زادهٔ ۲ آوریل ۱۹۸۶) بازیکن فوتبال اهل هلند است.
وی اصلیت مراکشی دارد اما برای تیم ملی فوتبال هلند بازی می‌کند.
او سابقهٔ بازی در پی‌اس‌وی آیندهوون و شالکه ۰۴ و بارسلونا را در کارنامه خود دارد.